# Хайнс, Брайан
Брайан Хайнс (англ. Bryan Hines); 14 мая 1898, Мохэд, Кентукки, США  — 10 сентября 1964, Флагстафф, Аризона, США; — американский борец вольного стиля, бронзовый призёр Олимпийских игр  

## Биография
На соревнованиях в США представлял команду Северо-Западного университета, в 1924 году завоевал титул чемпиона страны по версии Amateur Athletic Union. Также играл в американский футбол за команду университета. 
На Летних Олимпийских играх 1924 года в Париже выступал в легчайшем весе, где титул оспаривали 12 борцов. Перед соревнованиями рассматривался как претендент на золотую медаль, однако прибыл со значительным превышением в весе и был вынужден активно его сгонять. Форсированная сгонка веса ослабила физические возможности борца. В полуфинале Брайан Хайнс уступил будущему чемпиону Кустаа Пихлаямяки и перешёл в турнир за второе место. В турнире за второе место проиграл ещё одному финну Каарло Мякинену. В турнире за третье место победил в двух встречах и стал бронзовым призёром Олимпийских игр.  
См. таблицу турнира.  
После игр стал тренером, так в 1926 году приступил к тренерской работе в команде родного университета. 
Умер в 1964 году.